# Merops ornatus
Merops ornatus là một loài chim trong họ Meropidae. Nó là loài Meropidae duy nhất tìm thấy tại Australia.